# Lakkur, Arkalgud
Lakkur là một làng thuộc tehsil Arkalgud, huyện Hassan, bang Karnataka, Ấn Độ.